# Episodi di Emily Owens, M.D.
La prima  e unica stagione della serie televisiva Emily Owens, M.D. è stata trasmessa dal canale televisivo statunitense The CW dal 16 ottobre 2012 al 5 febbraio 2013. Ordinati dieci episodi, il 22 ottobre 2012 il network ha ordinato tre script aggiuntivi.
In Italia la serie è in onda dall'11 agosto al 23 agosto 2013 su Rai 3.
| nº | Titolo originale                      | Titolo italiano             | Prima TV USA     | Prima TV Italia |
| -- | ------------------------------------- | --------------------------- | ---------------- | --------------- |
| 1  | Pilot                                 | Dottoressa Owens            | 16 ottobre 2012  | 11 agosto 2013  |
| 2  | Emily and... the Alan Zolman Incident | La fabbrica del gossip      | 23 ottobre 2012  | 12 agosto 2013  |
| 3  | Emily and... the Outbreak             | L'epidemia                  | 30 ottobre 2012  | 13 agosto 2013  |
| 4  | Emily and... the Predator             | Le parole per dirlo         | 13 novembre 2012 | 14 agosto 2013  |
| 5  | Emily and... the Tell-Tale Heart      | Senso di colpa              | 20 novembre 2012 | 15 agosto 2013  |
| 6  | Emily and... the Question of Faith    | La forza della verità       | 27 novembre 2012 | 16 agosto 2013  |
| 7  | Emily and... the Good and the Bad     | Emily tra il bene e il male | 4 dicembre 2012  | 17 agosto 2013  |
| 8  | Emily and... the Car and the Cards    | Dietro l'apparenza          | 1º gennaio 2013  | 18 agosto 2013  |
| 9  | Emily and... the Love of Larping      | Giochi di ruolo             | 8 gennaio 2013   | 19 agosto 2013  |
| 10 | Emily and... the Social Experiment    | L'ora della verità          | 15 gennaio 2013  | 20 agosto 2013  |
| 11 | Emily and... the Teapot               | La prima scelta             | 22 gennaio 2013  | 21 agosto 2013  |
| 12 | Emily and... the Perfect Storm        | Caos                        | 29 gennaio 2013  | 22 agosto 2013  |
| 13 | Emily and... the Leap                 | Il salto                    | 5 febbraio 2013  | 23 agosto 2013  |